# Élections générales britanniques de 2017 à Édimbourg
Des élections générales britanniques ont lieu le 8 juin 2017 pour élire la 57e législature du Parlement du Royaume-Uni. Édimbourg élit cinq des 59 députés écossais.

## Sondages

### Edinburgh South
| Date           | Institut                       | Trav.  | SNP    | Con.   | Green | LibDem | Autres | Avance |
| -------------- | ------------------------------ | ------ | ------ | ------ | ----- | ------ | ------ | ------ |
| Date           | Institut                       |        |        |        |       |        |        | Avance |
| 8 juin 2017    | Résultats en 2017              | 54,9 % | 22,5 % | 19,7 % | -     | 2,9 %  | -      | 32,4 % |
| 3-4 avril 2017 | Survation/Stop Brexit Alliance | 40 %   | 30 %   | 20 %   | 7 %   | 3 %    | 1 %    | 10 %   |
| 7 mai 2015     | Résultats en 2015              | 39,1 % | 33,8 % | 17,5 % | 4,2 % | 3,7 %  | 1,6 %  | 5,3 %  |

## Résultats

### Global
| Partis | Partis                                            | Voix    | Voix  | Voix       | Total des sièges | Total des sièges |
| Partis | Partis                                            | Votes   | %     | +/−        | Sièges           | +/−              |
| ------ | ------------------------------------------------- | ------- | ----- | ---------- | ---------------- | ---------------- |
|        | Parti national écossais                           | 81 202  | 32,47 | 8,60       | 3 / 5            | 1                |
|        | Parti travailliste                                | 80 060  | 32,01 | 4,42       | 1 / 5            | stagnation       |
|        | Parti conservateur                                | 60 931  | 24,36 | 9,08       | 0 / 5            | stagnation       |
|        | Libéraux-démocrates                               | 26 048  | 10,42 | 0,50       | 1 / 5            | 1                |
|        | Parti vert                                        | 1 727   | 0,69  | 3,58       | 0 / 5            | stagnation       |
|        | Parti du référendum de l'indépendance de l'Écosse | 132     | 0,05  |            | 0 / 5            |                  |
| Total  | Total                                             | 250 100 | 100   | stagnation | 5 / 5            | stagnation       |

### Par circonscription

#### Edinburgh East
| Candidats                      | Candidats                      | Partis                         | Voix   | %    | +/− |
| ------------------------------ | ------------------------------ | ------------------------------ | ------ | ---- | --- |
|                                | Tommy Sheppard                 | Parti national écossais        | 18 509 | 42,5 | 6,7 |
|                                | Patsy King                     | Parti travailliste             | 15 084 | 34,7 | 4,8 |
|                                | Katie Mackie                   | Parti conservateur             | 8 081  | 18,6 | 8,6 |
|                                | Tristan Gray                   | Libéraux-démocrates            | 1 849  | 4,2  | 1,4 |
| Total (Participation : 66,0 %) | Total (Participation : 66,0 %) | Total (Participation : 66,0 %) | 43 523 | 100  |     |

#### Edinburgh North and Leith
| Candidats                      | Candidats                      | Partis                         | Voix   | %    | +/−        |
| ------------------------------ | ------------------------------ | ------------------------------ | ------ | ---- | ---------- |
|                                | Deidre Brock                   | Parti national écossais        | 19 243 | 34,0 | 6,9        |
|                                | Gordon Munro                   | Parti travailliste             | 17 618 | 31,2 | 0,1        |
|                                | Iain McGill                    | Parti conservateur             | 15 385 | 27,2 | 11,0       |
|                                | Martin Veart                   | Libéraux-démocrates            | 2 579  | 4,6  | stagnation |
|                                | Lorna Slater                   | Parti vert                     | 1 727  | 3,1  | 2,4        |
| Total (Participation : 71,2 %) | Total (Participation : 71,2 %) | Total (Participation : 71,2 %) | 56 552 | 100  |            |

#### Edinburgh South
| Candidats                      | Candidats                      | Partis                         | Voix   | %    | +/−  |
| ------------------------------ | ------------------------------ | ------------------------------ | ------ | ---- | ---- |
|                                | Ian Murray                     | Parti travailliste             | 26 269 | 54,9 | 15,8 |
|                                | Jim Eadie                      | Parti national écossais        | 10 755 | 22,5 | 11,3 |
|                                | Stephanie Smith                | Parti conservateur             | 9 428  | 19,7 | 2,2  |
|                                | Alan Beal                      | Libéraux-démocrates            | 1 388  | 2,9  | 0,8  |
| Total (Participation : 74,1 %) | Total (Participation : 74,1 %) | Total (Participation : 74,1 %) | 47 840 | 100  |      |

#### Edinburgh South West
| Candidats                      | Candidats                      | Partis                         | Voix   | %    | +/−  |
| ------------------------------ | ------------------------------ | ------------------------------ | ------ | ---- | ---- |
|                                | Joanna Cherry                  | Parti national écossais        | 17 575 | 35,6 | 7,4  |
|                                | Miles Briggs                   | Parti conservateur             | 16 478 | 33,4 | 13,1 |
|                                | Foysol Choudhury               | Parti travailliste             | 13 213 | 26,8 | 0,4  |
|                                | Aisha Mir                      | Libéraux-démocrates            | 2 124  | 4,3  | 0,6  |
| Total (Participation : 69,4 %) | Total (Participation : 69,4 %) | Total (Participation : 69,4 %) | 49 390 | 100  |      |

#### Edinburgh West
| Candidats                      | Candidats                      | Partis                                            | Voix   | %    | +/−  |
| ------------------------------ | ------------------------------ | ------------------------------------------------- | ------ | ---- | ---- |
|                                | Christine Jardine              | Libéraux-démocrates                               | 18 108 | 34,3 | 1,2  |
|                                | Toni Giugliano                 | Parti national écossais                           | 15 120 | 28,6 | 10,3 |
|                                | Sandy Batho                    | Parti conservateur                                | 11 559 | 21,9 | 9,6  |
|                                | Mandy Telford                  | Parti travailliste                                | 7 876  | 14,9 | 3,2  |
|                                | Mark Whittet                   | Parti du référendum de l'indépendance de l'Écosse | 132    | 0,3  |      |
| Total (Participation : 73,8 %) | Total (Participation : 73,8 %) | Total (Participation : 73,8 %)                    | 52 795 | 100  |      |

### Députés élus
| Circonscription           | Député sortant | Député sortant   | Député élu | Député élu        |
| ------------------------- | -------------- | ---------------- | ---------- | ----------------- |
| Edinburgh East            |                | Tommy Sheppard   |            | Tommy Sheppard    |
| Edinburgh North and Leith |                | Deidre Brock     |            | Deidre Brock      |
| Edinburgh South           |                | Ian Murray       |            | Ian Murray        |
| Edinburgh South West      |                | Joanna Cherry    |            | Joanna Cherry     |
| Edinburgh West            |                | Michelle Thomson |            | Christine Jardine |